# Jean Martinon
Jean Martinon (10 de gener de 1910 - 1 de març de 1976) va ser un director d'orquestra i compositor francès. Al món sencer, Jean Martinon ha jugat el paper d'ambaixador de la música francesa a la qual ha consagrat l'essència d'una discografia abundant.

## Biografia
Va néixer a Lió (França) el 10 de gener de 1910. Entrà al Conservatori de Lió a l'edat de 13 anys. Tres anys més tard, marxà de Lió per entrar al Conservatori de París. Treballà la tècnica del violí amb Jules Boucherit, la composició amb Albert Roussel i Vincent d'Indy, i la direcció d'orquestra amb Roger Désormière i Charles Münch. El 1934, comença una sèrie de gires per França i a l'estranger com a violí solista.
Presoner de guerra durant dos anys, internat en un camp de presoners, allà compon diverses obres: el Salm 136 o Cant dels Captius, la Música d'exili, la Sonatina núm. 3 per a piano, la Sonatina núm. 4 per a trio de llengüetes, i diverses obres corals.
A la seva tornada de captivitat, Jean Martinon és anomenat primer director de l'Orquestra Simfònica de la Ràdio de Dublín (1947-1950). El 1948 compon la seva Simfonia núm. 3. Dirigeix igualment les orquestres Columna, Pasdeloup, i la Societat dels Concerts del Conservatori, com a suplent de Charles Münch.
De 1946 a 1948, és cap associat de l'Orquestra Filharmònica de Londres. Escriu l'òpera Hécube, el ballet Ambohimanga (La ciutat blava), diverses peces per a piano, etc. De 1951 a 1958, és president i director d'orquestra dels Concerts Lamoureux, a París, i després director artístic de l'Orquestra Filharmònica d'Israel (1957-1959).
L'any 1952 compon un oratori, el Lliri de Saron o Càntic dels Càntics. El 1959, és designat director general de música a Düsseldorf, un lloc de molt prestigi ja ocupat per Schumann i Mendelssohn al segle xix.
Més tard la seva carrera el porta als Estats Units, on, el 1963, es fa director musical de la ciutat a Chicago. Per al seu 55è aniversari, l'Orquestra simfònica de Chicago li encarrega la seva Simfonia núm. 4, «Altituds» (1965).
El 1967, rep la medalla Gustav Mahler per a les seves interpretacions de les obres simfòniques del compositor. Després és nomenat director de l'Orquestra Nacional de França, càrrec que ocupa durant sis anys. El gener de 1974, és director permanent de l'Orquestra de la Residència de La Haia. Va morir a París l'1 de març de 1976.
Ha enregistrat molta de la música de compositors francesos, sobretot la integral de l'obra de Ravel –amb algunes obres inèdites–, Debussy i Saint-Saëns –incloent dues simfonies de joventut exhumades per a la circumstància–, i la majoria de les obres de Roussel i la integral de les simfonies de Prokófiev.